# 1978-as Roland Garros
Az 1978-as Roland Garros az év első Grand Slam-tornája, a Roland Garros 77. kiadása volt, amelyet május 29–június 11. között rendeztek Párizsban. Férfiaknál a svéd Björn Borg, nőknél a román Virginia Ruzici nyert.

## Döntők

### Férfi egyes
Björn Borg -  Guillermo Vilas 6-1, 6-1, 6-3

### Női egyes
Virginia Ruzici -  Mima Jaušovec 6-2, 6-2

### Férfi páros
Gene Mayer /  Hank Pfister -  José Higueras /  Manuel Orantes 6-3, 6-2, 6-2

### Női páros
Mima Jaušovec /  Virginia Ruzici -  Lesley Turner Bowrey /  Gail Sherriff Lovera 5-7, 6-4, 8-6

### Vegyes páros
Renáta Tomanová /  Pavel Složil -  Virginia Ruzici /  Patrice Dominguez 7-6 visszaléptek